# Uniunea Forțelor de Dreapta
Uniunea Forțelor de Dreapta (UFD) a fost un partid politic din România. Acest partid politic fost înființat în anul 1996, inițial sub numele de „Alternativa României” (AR). În anul 1997, a devenit „Partidul Alternativa României” (PAR). În martie 1999, și-a schimbat denumirea din nou, devenind „Uniunea Forțelor de Dreapta” (UFD). În aprilie 2003, UFD a fost absorbit de Partidul Național Liberal (PNL). În martie 1999, președintele UFD era Varujan Vosganian.